# Боде, Вильгельм фон
Арнольд Вильгельм фон Боде (нем. Wilhelm von Bode, Arnold Wilhelm Bode; 10 декабря 1845, Кальфёрде — 1 марта 1929, Берлин) — известный немецкий историк искусства и музейный деятель, считается одним из родоначальников современного музееведения. Вильгельм фон Боде занимал одно из центральных мест в культуре Германии конца XIX — начала XX века. В 1904 году основал Музей кайзера Фридриха (ныне заведение носит имя своего основателя — Музей Боде) на Музейном острове Берлина. Вильгельм фон Боде служил генеральным директором государственных собраний искусства и был автором многочисленных научных работ по истории немецкой, нидерландской и итальянской живописи и скульптуры. За активную позицию в области искусства Боде называли «музейным кондотьером» и «Бисмарком берлинских музеев». Он был удостоен дворянского титула в 1914 году.

## Биография
Родился 10 декабря 1845 года в Кальфёрде. Учился в гимназии в Брауншвейге, а с 1863 по 1867 годы изучал юридическую науку в Гёттингене и Берлине. Ещё в студенческие Боде проявил интерес к истории искусства. Он путешествовал по Голландии, Бельгии и Италии, посещал там музеи и знакомился с частными коллекциями. Оставив юриспруденцию, Вильгельм Боде сосредоточился на изучении истории искусств и археологии в Берлине и Вене. До конца жизни Боде носил звание «герцогского аудитора в отставке». В 1870 году Боде получил учёную степень доктора в Лейпциге.
В 1872 году Боде поступил на службу в Королевские музеи Берлина в качестве ассистента отдела скульптуры и стал его директором в 1883 году. С 1890 года он осуществлял руководство Берлинской картинной галереей. В 1905 году Боде назначен генеральным директором берлинских музеев. Его искусствоведческий опыт, великолепные отношения, установившиеся у Боде с художниками, коллекционерами и кайзерской фамилией позволили ему с самого начала своей деятельности осуществить на очень скромные средства сенсационные приобретения. Высшее руководство Музейным островом осуществлял кронпринц Фридрих III.
В то время, когда Боде приступил к своим обязанностям, новая столица — Берлин — не могла конкурировать в вопросе искусства с Мюнхеном или Дрезденом, не говоря уже о Париже с его Лувром. Из-за хронической нехватки в прусской казне средств на искусство Боде построил и в течение своей жизни всячески поддерживал тесные отношения с коллекционерами и меценатами по всему миру. Начав с пятидесяти частных коллекционеров Берлина (в числе которых был и Джеймс Симон), Боде сумел привлечь в свой круг большое количество коллекционеров, придерживавшихся принципа, сформулированного учеником Боде Максом Якобом Фридлендером: «Для достойных и обладающих хорошим вкусом людей искусство, кажется, является единственным способом демонстрировать богатство». С вероятно самым ценным частным коллекционером Джеймсом Симоном Боде основал Германское восточное общество (Deutsche Orient-Gesellschaft). Симон консультировался у Боде по вопросам развития своей коллекции с тем, чтобы её произведения искусства позднее достойно дополнили фонды государственных музеев. В настоящее время музейные специалисты критически относятся к такому тесному взаимодействию Вильгельма фон Боде с антикварами и частными коллекционерами (даже получившему название «система Боде»), когда в ответ на личные консультации, выдачу экспертных заключений и составление каталогов частных собраний Боде рассчитывал на крупные пожертвования или финансирование для берлинских музеев.
В 1883 году Боде организовал в берлинской Академии художеств выставку трёхсот произведений искусства из частных собраний пятидесяти берлинских коллекционеров и представил соответствующий каталог. Благодаря деятельности Боде культура оказалась в центре внимания берлинского общества, расцвела торговля антиквариатом. В литературных отделах газет появились художественные редакции, берлинские издатели обратились к коллекционированию предметов искусства.
Боде умело использовал покровительство кайзера Вильгельма II и свои дипломатические таланты для того, чтобы заполучить новых членов в свой «Союз друзей Музея кайзера Фридриха», ставший образцом для подобных организаций в других музеях. К успехам Боде можно отнести создание коллекции скульптуры раннего итальянского Ренессанса европейского масштаба и пополнение фондов картинной галереи такими знаменитыми произведениями старых немецких и голландских мастеров, как Рембрандт, Рубенс и Дюрер.

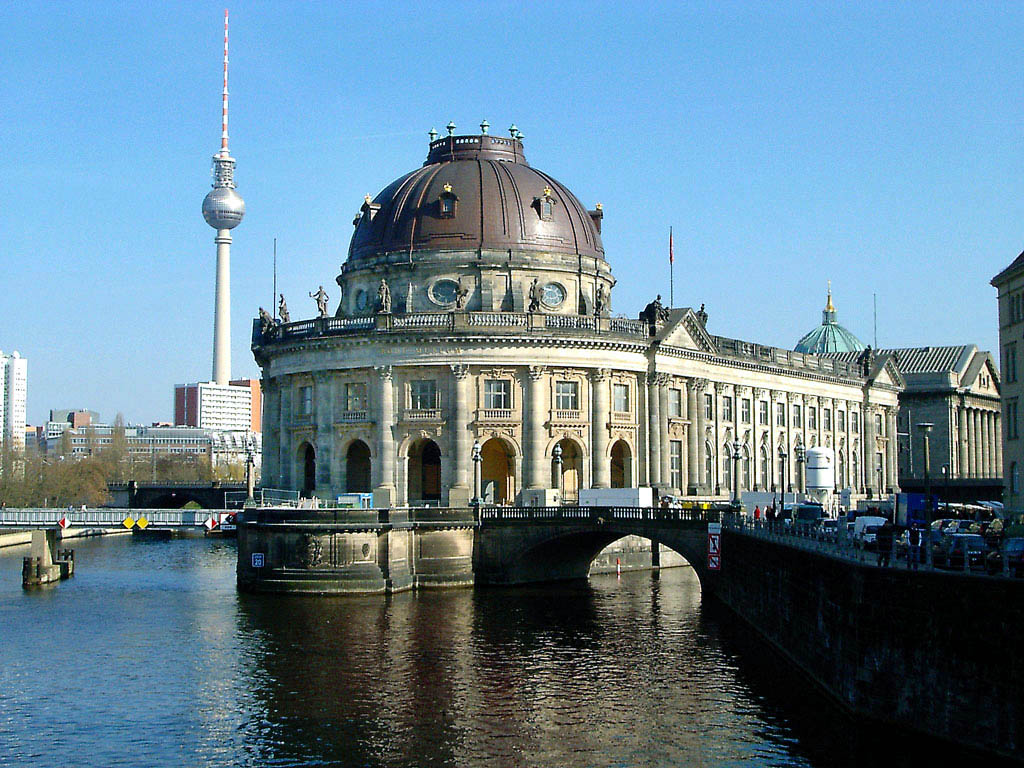
Музей Боде и мост Монбижу в северо-западной оконечности Музейного острова, где соединяются Шпре (слева) и канал Купферграбен (справа)

Боде участвовал в создании и пополнении коллекций многих других отделов: Кабинета гравюр, Монетного кабинета, отделов исламского и восточно-азиатского искусства, Археологической и Египетской коллекций. Боде оказывал экспертные услуги в приобретении произведений искусства частными коллекционерами и региональными музеями. При Боде началось возведение Пергамского музея и музеев Далема. Для открывшегося в 1904 году Музея кайзера Фридриха Боде сформулировал обучающую концепцию, согласно которой в каждом экспозиционном зале музея в единую композицию объединялись произведения искусства и предметы интерьера одной исторической эпохи.
Многотомные труды Боде по нидерландской живописи и итальянской скульптуре долгое время считались эталонами в своей области. Мнение историка культуры Боде высоко ценилось в профессиональном мире. Так, Боде выступил экспертом в так называемом «дрезденском споре о Гольбейне». Благодаря деятельности Вильгельма фон Боде берлинские музеи заняли достойное место среди лучших музеев Европы.

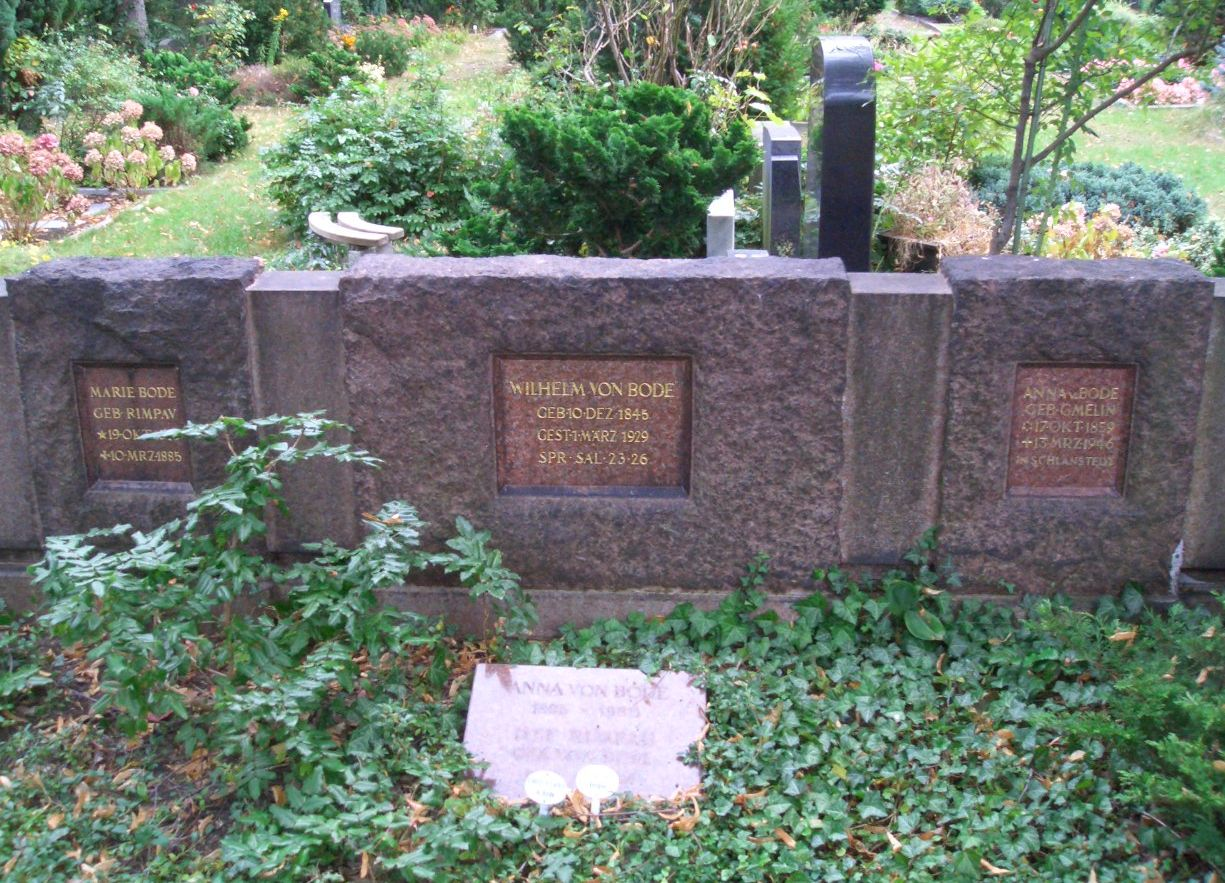
Могила Боде на кладбище Луизенхоф II в берлинском районе Шарлоттенбург

В начале Первой мировой войны им было подписано открытое письмо «К культурному миру».
Скончался Боде 1 марта 1929 года в Берлине.

## Сочинения
- Vorderasiatische Knüpfteppiche aus älterer Zeit. Leipzig [o.J.]
- Geschichte der deutschen Plastik, 1887
- Rembrandt, 8 Bände, mit C. Hofstede de Groot, 1897—1905
- Kunst und Kunstgewerbe am Ende des neunzehnten Jahrhunderts. Berlin, 1901.
- Florentiner Bildhauer der Renaissance, 1902, 4. Auflage 1921
- Der deutsche Verein für Kunstwissenschaft. Berlin 1907, in: Internat. Monatsschrift für Wissenschaft, Kunst und Technik. 1. Sp.1069-1074
- Kunstmuseen, ihre Ziele und Grenzen. Berlin 1907, in: Internat. Monatsschrift für Wissenschaft, Kunst und Technik. 1.Sp.15-22
- Die Provinzialmuseen und ihre Aufgaben. Berlin 1907, in: Internat. Monatsschrift für Wissenschaft, Kunst und Technik. 1. Sp.437-444
- Rembrandt und seine Zeitgenossen: Charakterbilder der grossen Meister der holländischen und vlämischen Malerschule im siebzehnten Jahrhundert., 2., verm. Aufl. Leipzig 1907
- Der Generaldirektor der Berliner und der Münchener Kunstsammlungen., Berlin 1908, in: Internat. Monatsschrift für Wissenschaft, Kunst und Technik. 2. Sp.1073-1082
- Die Werke der Familie della Robbia. Hrsg. von Wilhelm von Bode. Berlin 1914.
- Die deutsche Kunstwissenschaft und der Krieg. Leipzig [u.a.] 1915, in: Internat. Monatsschrift für Wissenschaft, Kunst und Technik. 9., Sp.97-102
- Die Meister der holländischen und vlämischen Malerschulen, 1917, 9. Auflage 1958
- Sandro Botticelli, 1921
- Die italienischen Bronzestatuetten der Renaissance. Kleine, neu bearb. Ausg. Berlin 1922.
- Die italienische Plastik. 6.Aufl. Berlin [u.a.] 1922.
- Mein Leben, 2 Bände, 1930